# ČSD 169.001
Die ČSD 169.001 (ursprünglich: E 499.5001) war der Prototyp einer geplanten Generation neuer Elektrolokomotiven für die Tschechoslowakischen Staatsbahnen (ČSD), der 1987 von Škoda in Plzeň gefertigt wurde. Als erste und einzige elektrische Lokomotive im damaligen Ostblock erhielt sie eine Drehstromleistungsübertragung mittels statischer Umrichter. Von Škoda wurde sie als Typ 85E geführt. Durch die gesellschaftlichen und wirtschaftlichen Umwälzungen nach der Samtenen Revolution 1989 wurde die Entwicklung schließlich abgebrochen.

## Geschichte
Seit 1979 waren durch die Deutsche Bundesbahn (DB) mit der Baureihe 120 die weltweit ersten Lokomotiven mit Drehstromantrieb und statischen Umrichtern in Dienst gestellt worden. Mit dieser neuartigen Technologie war es erstmals möglich Universallokomotiven zu bauen, die sowohl im schweren Güter- als auch im schnellen Reisezugverkehr eingesetzt werden konnten.
Als erster Hersteller im damaligen Ostblock begann Škoda ab 1985 mit der Entwicklung einer solchen Lokomotive. Intern wurde sie als Typ 85E bezeichnet, bei den ČSD war die Reihenbezeichnung E 499.5 vorgesehen. Im Jahr 1987 wurde das Versuchsmuster fertiggestellt. Entsprechend dem ab 1988 gültigen Nummernschema der ČSD erhielt sie die Nummer 169.001. 
Zur Erprobung wurde die 169.001 ab 1991 an die ČSD bzw. deren Nachfolger České dráhy vermietet. Vom Depot Nymburk aus wurde sie auf den Strecken Praha–Beroun und Praha–Nymburk im Regelbetrieb eingesetzt. Im Jahr 1994 verkaufte Škoda die Lokomotive an die Firma První správkárenská, welche sie bis zum Jahr 1996 weiter an die ČD vermietete.
Ab 1997 war die Lokomotive bei ČMKS Holding in Česká Třebová abgestellt. Im Zusammenhang mit der Entwicklung der ČD-Baureihe 380 wurde sie im Jahr 2004 zum Hersteller nach Pilsen überführt, um zu einem Funktionsmuster umgebaut zu werden. Ihre Komponenten wurden jedoch entnommen und später verkauft. Die Drehgestelle wurden im Werk verschrottet.
Der ausgeschlachtete Torso wurde schließlich im September 2020 an Českomoravská železniční opravna (ČMŽO) in Přerov verkauft. Das Vorhaben von ČMŽO, die historisch bedeutsame Maschine in einen ausstellungsfähigen Zustand zu versetzen, wurde etwas später als geplant abgeschlossen, da die Arbeiten während der Corona-Pandemie begannen und die Firma mit anderen dringenden Aufträgen (u. a. ETCS-Nachrüstungen) beschäftigt war. Notwendig war die vollständige Restaurierung aller von außen sichtbaren, durch Korrosion bereits stark beschädigten Bauteile, die Aufarbeitung in einen ausstellungsfähigen Zustand und abschließend das Aufbringen einer neuen Lackierung entsprechend der ursprünglichen Farbgebung. Der Fahrzeuginnenraum ist für die Öffentlichkeit nicht zugänglich; er wurde gereinigt und ist ansonsten leer. Seit dem 9. August 2024 steht die Lokomotive auf einem Ehrenplatz vor dem ČMŽO-Verwaltungsgebäude in Přerov in der Kojetínská-Straße.

## Technische Merkmale
Der Lokomotivkasten war mit zwei Endführerständen ausgerüstet, dazwischen befindet sich der Maschinenraum. Die Lokomotive besaß ursprünglich vier langsamlaufende, mit Dreiphasenwechselstrom betriebene Asynchronmotoren, die später gegen schnelllaufende ausgetauscht wurden. Geregelt wurden sie über vier IGBT-Traktionsstromrichter. Neben der Druckluftbremse verfügte die Lokomotive auch über eine elektrodynamische Bremse.